# Mr. Tambourine Man (альбом)
Mr. Tambourine Man — дебютный альбом американской фолк-рок-группы The Byrds, выпущенный в июне 1965 года лейблом Columbia Records.

## Об альбоме
Альбом добрался до 6-й позиции в хит-параде Billlboard Top LPs и до 7-й в Великобритании. Сочинённая Бобом Диланом песня «Mr. Tambourine Man», выпущенная синглом до издания альбома в апреле 1965 года, добралась до вершины хит-парадов Billlboard Hot 100 и UK Singles Chart. Второй сингл с альбома  «All I Really Want to Do», также песня, написанная Диланом, стал умеренно успешным в США и добился лучшего успеха в Великобритании, где он попал в десятку лучших песен местного хит-парада.

## Список композиций
| №  | Название                       | Автор                       | Длительность |
| -- | ------------------------------ | --------------------------- | ------------ |
| 1. | «Mr. Tambourine Man»           | Боб Дилан                   | 2:29         |
| 2. | «I’ll Feel a Whole Lot Better» | Джин Кларк                  | 2:32         |
| 3. | «Spanish Harlem Incident»      | Боб Дилан                   | 1:57         |
| 4. | «You Won't Have to Cry»        | Джин Кларк, Роджер Макгуинн | 2:08         |
| 5. | «Here Without You»             | Джин Кларк                  | 2:36         |
| 6. | «The Bells of Rhymney»         | Пит Сигер                   | 3:30         |

| №  | Название                     | Автор                       | Длительность |
| -- | ---------------------------- | --------------------------- | ------------ |
| 1. | «All I Really Want to Do»    | Боб Дилан                   | 2:04         |
| 2. | «I Knew I'd Want You»        | Джин Кларк                  | 2:14         |
| 3. | «It's No Use»                | Джин Кларк, Роджер Макгуинн | 2:23         |
| 4. | «Don't Doubt Yourself, Babe» | Джеки Дешэннон              | 2:54         |
| 5. | «Chimes of Freedom»          | Боб Дилан                   | 3:51         |
| 6. | «We'll Meet Again»           | Росс Паркер, Хью Чарльз     | 2:07         |

Бонусные песни в переиздании 1996 года
1. «She Has a Way» — 2:25
2. «I’ll Feel a Whole Lot Better» (альтернативная версия) — 2:28
3. «It’s No Use» (альтернативная версия) — 2:24
4. «You Won’t Have to Cry» (альтернативная версия) — 2:07
5. «All I Really Want to Do» (сингл-версия) — 2:02
6. «You and Me» (инструментальная версия) — 2:11

## Участники записи
The Byrds
- Роджер Макгуинн — соло-гитара, вокал
- Джин Кларк — ритм-гитара, тамбурин, вокал
- Дэвид Кросби — ритм-гитара, вокал
- Крис Хиллман — бас-гитара
- Майкл Кларк — ударные

Другие
В записи песен Mr. Tambourine Man и I Knew I’d Want You также принимали участие:
- Джерри Коул — ритм-гитара
- Ларри Кнечтел — бас-гитара
- Леон Расселл — электрическое фортепиано
- Хэл Блейн — ударные